# 303 (gra planszowa)
303 (gra planszowa) – strategiczna gra planszowa autorstwa dr. Tomasza Gintera oraz Karola Madaja wydana przez Instytut Pamięci Narodowej w 2010 roku. Przy tworzeniu współpracował Paweł Rokicki, a konsultację naukową zapewniał dr Władysław Bułhak. Redakcją i korektą zajmowała się Anna Piekarska. Gra przeznaczona jest dla 2 graczy powyżej 10 roku życia. Jedna rozgrywka trwa 15 minut. Premiera gry miała miejsce 28 września 2010 r. w Parlamencie Europejskim w Brukseli z udziałem jego przewodniczącego Jerzego Buzka.
Pokazy premierowe w Polsce odbyły się 6 października 2010 r. w Warszawie oraz 11 listopada 2010 r. w Łodzi z udziałem zespołu Sabaton. We wrześniu 2013 r. ukazał się prequel gry 303 - 111 – Alarm dla Warszawy, natomiast w czerwcu 2015 r. ukazała się, pierwsza według chronologii wydarzeń, gra 7. W obronie Lwowa.

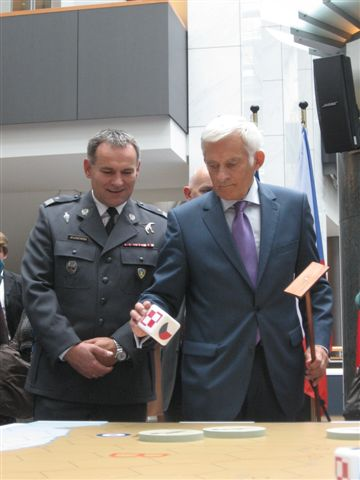
Jerzy Buzek podczas rozgrywki na wielkoformatowej planszy gry.

Gra 303 zwyciężyła w konkursie na Planszową Grę Wojenną roku 2010. W ramach Polonijnego Turnieju Gier Planszowych IPN im. Misia Wojtka prowadzone są również rozgrywki z wykorzystaniem gry 303.

## Opis gry
Gra wojenna angażująca graczy, z których jeden wciela się w dowódcę RAF broniącego Londynu, a drugi w dowódcę Luftwaffe, którego celem jest zbombardowanie stolicy Anglii w określonym czasie. Każdy z graczy dysponuje sześcioma różnymi samolotami za pomocą których prowadzi operację wojenną na planszy, nawiązującej do stołu dowodzenia. Wykorzystują dwie specjalnie przygotowane kości, które rozstrzygają powietrzne pojedynki. Do planszy dołączona została instrukcja zawierająca wstęp Dyrektora Biura Edukacji Publicznej IPN, dr. Andrzeja Zawistowskiego oraz biografię 3 wybitnych pilotów Dywizjonu 303 wraz z opisem samolotów i ich porównaniem. Dostępna w 3 językach: polskim, czeskim, angielskim.

## Zawartość pudełka z grą
- plansza
- 12 dwustronnych żetonów z samolotami
- 3 kości strzału
- wskaźnik zużycia paliwa
- 12 znaczników strzału
- instrukcja[3]